# Mecopoda elongata
Mecopoda elongata är en insektsart som först beskrevs av Carl von Linné 1758.  Mecopoda elongata ingår i släktet Mecopoda och familjen vårtbitare.

## Underarter
Arten delas in i följande underarter:
- M. e. pallida
- M. e. elongata
- M. e. burmeisteri

## Bildgalleri

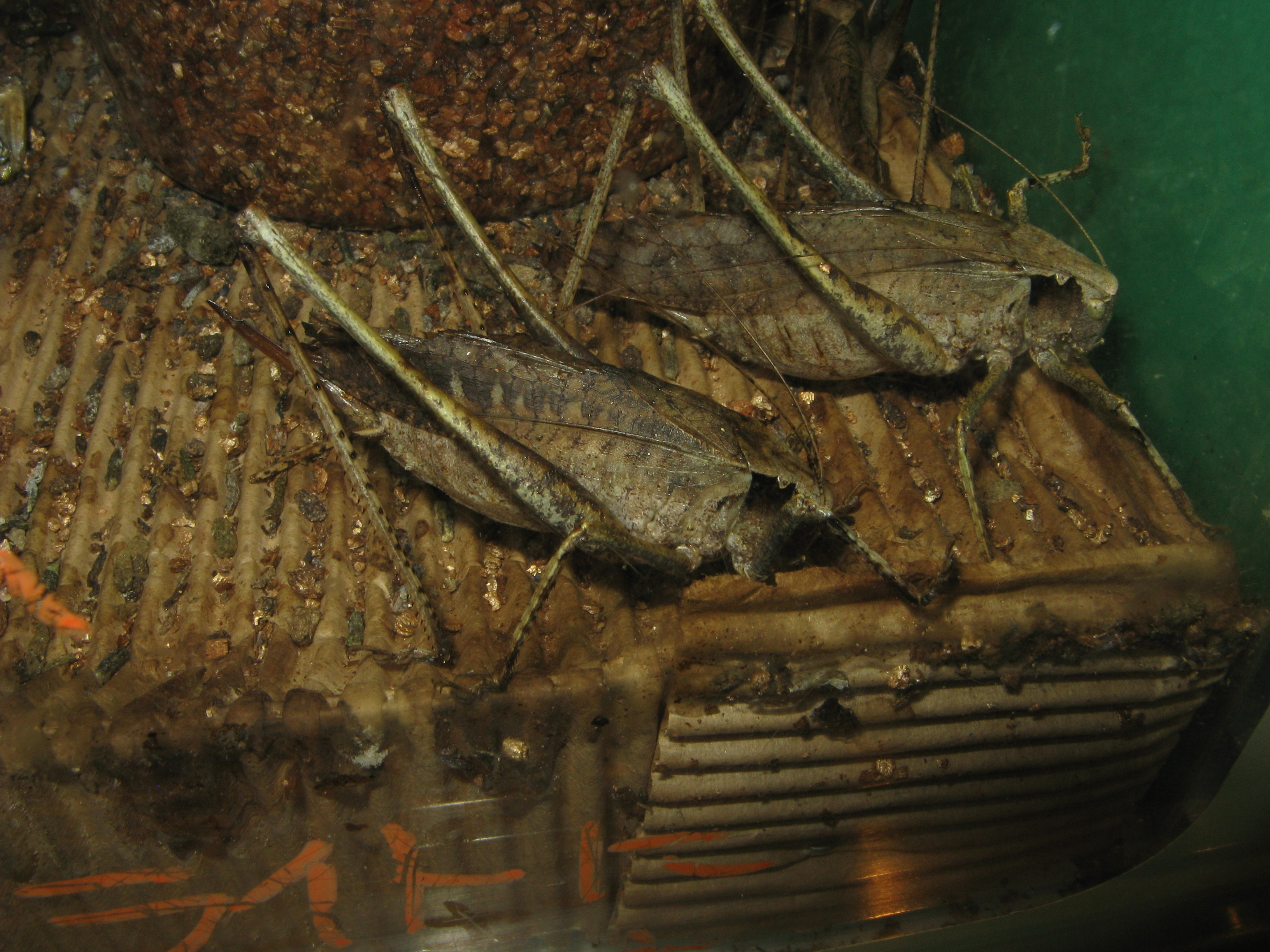
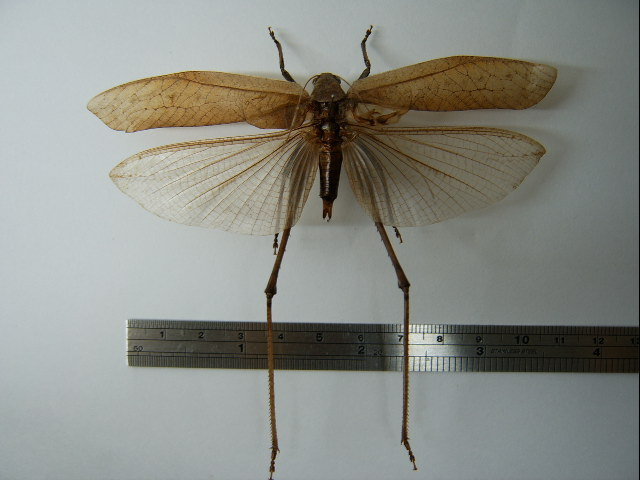